# Box-office 1990 au Canada et aux États-Unis
Cet article traite du box-office de 1990 au Canada et aux États-Unis. 

## Classement
| Rang | Titre                          | Pays                  | Réalisateur     | Budget en USD | Recettes      |
| ---- | ------------------------------ | --------------------- | --------------- | ------------- | ------------- |
| 1.   | Maman, j'ai raté l'avion       | États-Unis d'Amérique | Chris Columbus  |               | 285 761 243 $ |
| 2.   | Ghost                          | États-Unis d'Amérique | Jerry Zucker    |               | 217 631 306 $ |
| 3.   | Danse avec les loups           | États-Unis d'Amérique | Kevin Costner   | 3 000 000     | 184 208 848 $ |
| 4.   | Pretty Woman                   | États-Unis d'Amérique | Garry Marshall  |               | 178 406 268 $ |
| 5.   | Les Tortues Ninja              | États-Unis d'Amérique | Steve Barron    |               | 135 265 915 $ |
| 6.   | À la poursuite d'Octobre rouge | États-Unis d'Amérique | John McTiernan  |               | 122 012 643 $ |
| 7.   | Total Recall                   | États-Unis d'Amérique | Paul Verhoeven  | 40 000 000    | 119 394 840 $ |
| 8.   | Die Hard 2                     | États-Unis d'Amérique | Renny Harlin    |               | 117 540 947 $ |
| 9.   | Dick Tracy                     | États-Unis d'Amérique | Warren Beatty   |               | 103 738 726 $ |
| 10.  | Kindergarten Cop               | États-Unis d'Amérique | Ivan Reitman    |               | 91 457 688 $  |
| 11.  | Retour vers le futur 3         | États-Unis d'Amérique | Robert Zemeckis |               | 87 727 583 $  |
| 12.  | Présumé Innocent               | États-Unis d'Amérique | Alan J. Pakula  |               | 86 303 188 $  |
| 13.  | Jours de tonnerre              | États-Unis d'Amérique | Tony Scott      | 53 000 000    | 82 670 733 $  |
| 14.  | 48 heures de plus              | États-Unis d'Amérique | Walter Hill     |               | 80 818 974 $  |
| 15.  | Tels pères, telle fille        | États-Unis d'Amérique | Emile Ardolino  |               | 71 609 321 $  |
| 16.  | Comme un oiseau sur la branche | États-Unis d'Amérique | John Badham     |               | 70 978 012 $  |